# Charneca de Caparica
Charneca de Caparica era una freguesia portuguesa del municipio de Almada, distrito de Setúbal.

## Historia
Fue elevada al rango de freguesia en 1985 y suprimida el 28 de enero  de 2013, en aplicación de una resolución de la Asamblea de la República portuguesa promulgada el 16 de enero de 2013 al unirse con la freguesia de Sobreda, formando la nueva freguesia de Charneca de Caparica e Sobreda.

## Turismo
Charneca da Caparica tiene muchos espacios verdes y parques para los niños. Es una zona residencial que tiene en su mayoría casas. Tiene varios gimnasios como "Aquafitness", así como un pabellón de deportes. 
Es un pueblo que está cerca de las principales playas y tiene las principales carreteras de la zona. Está cerca de un centro comercial "Forum Almada" y zonas comerciales. Hay muchas tiendas de ropa, peluquerías y tiendas de comestibles.
Muchos restaurantes y una casa para que los turistas pueden ver la zona y disfrutar de lo que el municipio de Almada tiene para ofrecer.